# Сакураи
Сакура́и (яп. 桜井市 Сакураи-си) — город в префектуре Нара, Япония. Площадь города составляет 98,92 км², население — 58 581 человек (1 августа 2014), плотность населения — 592,21 чел./км².

## Достопримечательности
Город знаменит синтоистским святилищем Омива-дзиндзя, которое считается одной из древнейших в Японии синтоистских кумирен. В этом святилище обитает божество сакэ. Продавцы сакэ в Японии часто вывешивают в своих заведениях в качестве талисмана деревянный шарик, сделанный при святилище Омива. Город связан с древними тропами паломников, которые приводят к буддийским и синтоистским святыням.

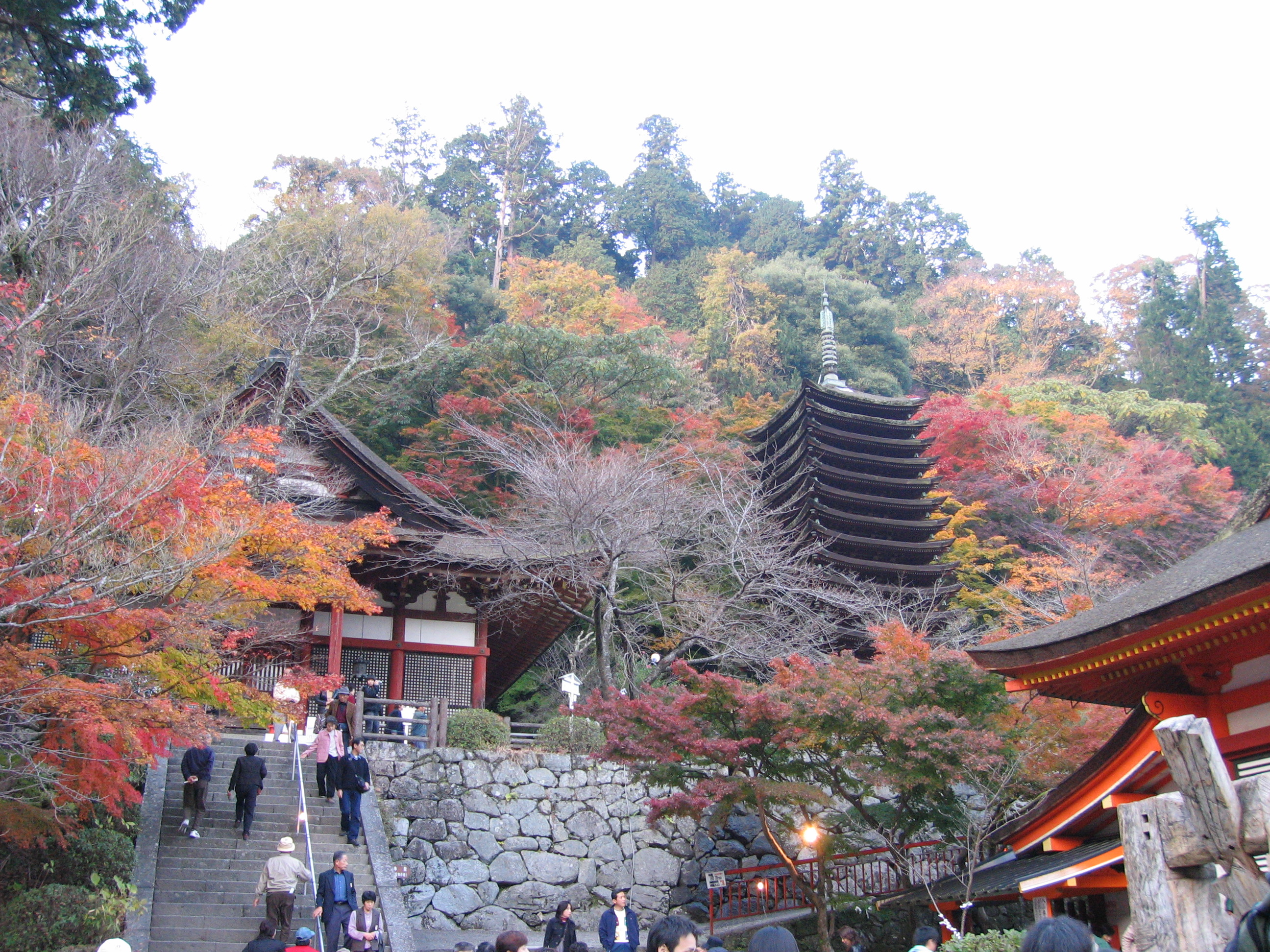
Кумирня Тандзан-дзиндзя в Сакураи

- Буддийские храмы
  - Мивасанбёдо-дзи (яп. 三輪山平等寺)
  - Хасэ-дэра (яп. 長谷寺)
  - Абэмон-дзюин (яп. 安倍文殊院)
  - Сёрин-дзи (яп. 聖林寺)

- Синтоистские святилища
  - Омива-дзиндзя (яп. 大神神社)
  - Дандзан-дзиндзя (яп. 談山神社)
  - Касаямако-дзиндзя (яп. 笠山荒神社)
  - Тамацура-дзиндзя (яп. 玉烈神社)

## Города побратимы
- Шартр (Франция), с 1989 года.